# Stefano Pellizzari
Stefano Pellizzari (* 3. Januar 1997 in Correggio) ist ein italienischer Fußballspieler.

## Karriere
Pellizzari begann seine Karriere beim AC Cesena. Im Januar 2014 kam er in die Jugend von Juventus Turin. In der Winterpause der Saison 2014/15 wurde er an Virtus Entella verliehen. Bei Virtus stand er auch im Profikader, kam allerdings zu keinem Einsatz.
Zur Saison 2016/17 wurde er an den Drittligisten Carrarese Calcio weiterverliehen. Für Carrarese absolvierte er nur eine Ligapokalpartie, kam aber zu keinem Ligaeinsatz. Auch in der Saison 2017/18 wurde er verliehen, diesmal an den österreichischen Zweitligisten WSG Wattens.
Sein Debüt für Wattens in der zweiten Liga gab er im Juli 2017, als er am ersten Spieltag der Saison 2017/18 gegen den TSV Hartberg in der Startelf stand.
Zur Saison 2018/19 wurde er an den italienischen Drittligisten FC Ravenna weiterverliehen. Nach 20 Drittligaeinsätzen während der Leihe wurde er zur Saison 2019/20 fest verpflichtet. Nach insgesamt 28 Einsätzen für Ravenna schloss er sich im Januar 2020 dem ebenfalls drittklassigen AC Reggiana 1919 an, für den er allerdings zu keinem Einsatz kam. Zur Saison 2020/21 wechselte Pellizzari zum Drittligaaufsteiger FC Legnago Salus.